# Poetica di Carlo Cassola

## La poetica
Carlo Cassola pur vivendo nel periodo del neorealismo non ne accettava completamente la poetica perché riteneva che l'utilizzo del linguaggio popolare e pertanto del dialetto fosse da condannare in ambito letterario. Lo scrittore si considera un realista ma rifiuta il metodo del Naturalismo e rifiuta la ricerca degli "spaccati sociali" tipici del Neorealismo.
A questo proposito egli disse: «Mi ritengo uno scrittore realista nel senso che amo la realtà e non desidero evaderne. Nel senso che amo il mio tempo. Nel senso che non ho una mia mitologia o se la ho, è una mitologia legata al mondo moderno. Insomma, se io penso a un bosco, mi piace immaginarlo abitato dai boscaioli e non dalle ninfe e dai fauni. Se penso a una passeggiata in pineta con una ragazza, mi piace immaginare che la ragazza si chiami Anna e non Ermione. Se poi mi ci si vuole proprio appiccicare un'etichetta, allora mi si appiccichi quella di sublimale. Qualsiasi altra, la rifiuto».

### La poetica del subliminare
Per poter comprendere la narrativa di Cassola è necessario iniziare dalle sue giovanili formulazioni di poetica, che, come afferma Salvatore Guglielmino, lo scrittore «sostanzialmente non ha mai ripudiato».
Nei primi anni della sua esperienza letteraria Cassola accoglie dall'ermetismo il gusto dell'essenzialità che egli interpretava nel campo narrativo come attenzione esclusiva all'esistenziale. I racconti che nascono in questo periodo sono racconti esili, dal ritmo musicale. Era il periodo in cui lo scrittore affermava che nel racconto ci deve essere "moto e vita", "la vita che è moto" e che per il narratore la materia narrativa appartiene ad una convenzione, mentre bisogna privilegiare l'approccio con la realtà e scoprirne i segreti.
Cassola, già dai suoi primi scritti, come Alla periferia e La visita cerca di individuare in una vicenda, o anche in un semplice gesto, quell'elemento, anche se modesto e quotidiano, che riesca a svelare il senso di un'esistenza o la lieve sfumatura di un sentimento. L'autore non si stanca di analizzare in profondità le vicende di tutti i giorni «per mettere in luce quella dimensione di poesia e di verità, che invece sfuggirebbe in una narrazione di tradizionale impianto realistico tutta ancorata - e limitata - a una rappresentazione fenomenica delle cose, a gerarchie di valori fra accadimenti importanti e secondari.»
Scrive Carlo Salinari: «Egli è interessato, quasi esclusivamente, a cogliere gli aspetti essenziali del quotidiano, a rompere il «velo opaco» che impedisce di cogliere la vera realtà delle cose. È questa la teoria del "subliminare". Secondo Cassola a una coscienza pratica che accetta come vero ciò che appare sensibilmente si contrappone una coscienza subliminare, così detta perché agisce sotto il limite (sub limen) dell'attenzione pratica, che è capace di cogliere il vero senso profondo degli eventi. Questa «profondità» è l'unico vero soggetto delle sue opere»

### La tematica politica
Nel primo dopoguerra Cassola riprende a scrivere e la poetica di questo periodo, anche se non è più applicata in modo così rigoroso come in precedenza, rimane sempre operante.

Nei romanzi e nei racconti di questo periodo la tematica si amplia e lo scrittore tratta anche il motivo politico attraverso le figure e i momenti dell'antifascismo, come in Baba  (1946), in Esiliati e  La casa di via Valadier (1956), ed episodi e vicende della Resistenza come in Fausto e Anna (1952) e La ragazza di Bube (1960).
Ma se la tematica di Cassola si amplia, questo non vuol dire che egli accetti i caratteri ideologici del neorealismo. Pertanto la ricerca dello scrittore rimane sempre di carattere lirico-intimistica per poter mettere a nudo la verità esistenziale anche nell'evento storico, non dissimile da quella cercata negli eventi di tutti i giorni. Nei suoi romanzi la partecipazione agli eventi storici è per lo più dettata da fatti privati e sentimentali e, in questo senso, come dice il critico letterario Carlo Annoni, citato da  Salvatore Guglielmino, «La ragazza di Bube è il romanzo esemplare per l'Italia degli anni '60, la scatola cellofanata per la società del boom: la resistenza è addirittura presentata attraverso un topos retorico antichissimo e quanto mai scontato: la separazione degli amanti. All'insegna dei problemi difficili e soprattutto sgradevoli, la vicenda si consegna alla sottile grazia del paesaggio toscano e alla mozione degli affetti, allontanando ogni possibile spunto ideologico, di polemica storica, entro il contesto della fatalità invincibile e del rassegnato dolore».
La ragazza di Bube è indubbiamente il libro che riassume tutto questo periodo, per la forza poetica di molte delle sue pagine, ma soprattutto per il significato che viene ad assumere il giudizio sulla Resistenza. Il significato politico di questo romanzo è «il paradigma poetico di una generazione sconfitta, che subisce il giudizio della storia, invece di imporlo».

### Il ritorno alla narrativa esistenziale
Nel 1961 verrà pubblicato il romanzo Un cuore arido che secondo alcuni, tra cui Pietro Citati, verrà considerato il punto più alto dell'intera produzione di Cassola e segnerà il ritorno alla poetica della poesia pura con l'abbandono totale della tematica politica e il ritorno alla teoria giovanile del "sublime".

### I moduli narrativi

#### La trama
Gli scritti meglio riusciti di Cassola sono costruiti attorno ad una trama esile che non comporta grandi avvenimenti e sono privi di intreccio.

#### I temi
I due temi fondamentali di Cassola sono la vita e la felicità e nelle sue opere egli vuole rappresentare la vita. Vivere vuol dire per lo scrittore, e quindi per i suoi personaggi, compiere i piccoli gesti di ogni giorno, intrecciare semplici rapporti, cercare di non perdere il dono della vita. Quindi la vita è legata alla felicità e vivere vuol dire essere felici e si è felici quando si riesce a cogliere la felicità in brevi attimi.

#### Lo spazio
Il paesaggio preferito di Cassola è quello della zona delimitata dal triangolo Volterra - Marina di Cecina - Grosseto, che forma un microcosmo, non solo letterario, ma interiore come esprime bene Mario Luzi «Per affetto e per organica intelligenza di poesia, Cassola ne ha fatto non una provincia, e sia pure la sua provincia, ma un luogo, anzi il luogo dell'anima».
Come scrive Remo Cesarani, «(...) il paesaggio e i luoghi funzionano da «correlativi oggettivi» degli stati d'animo dei personaggi, delle loro azioni, dei loro brevi gesti, dei moti del loro cuore. Il paesaggio nudo e severo è la proiezione morale di un ideale di vita e di una ritualità dell'esistenza, fatta di lunghi silenzi, di gesti ripetuti, di monotona «aridità» della vita, interrotta soltanto da brevi gioie e improvvisi scoppi di passione e slanci etici e politici generosi ma poco concludenti».
L'ambiente descritto da Cassola è l'ambiente della sua vita perché come egli stesso scrive: «lo scrittore può parlare solo di ciò che conosce, la propria vita; poiché la mia vita è Cecina, io parlo di Cecina». Così lo scrittore, nel chiudersi nella sua Maremma sente di aprirsi alla vita totale perché la Maremma coincide con la sua visione della vita. Essa è una terra discreta, isolata dalle grandi città, economicamente modesta, i cui abitanti sono contadini o artigiani o piccolo-borghesi e che riflettono bene il senso della vita così come egli lo intende.

#### Il tempo
Per quanto riguarda la scelta del tempo vi è in Cassola la tendenza ad ambientare le sue storie nel periodo del ventennio fascista e in modo particolare negli anni trenta, quelli della sua adolescenza, delle prime esperienze importanti sul piano umano e letterario.

#### Il linguaggio e lo stile
Il linguaggio e lo stile che Cassola utilizza è semplice ed essenziale, così come lo è l'organizzazione dei contenuti dove si vede in che cosa consiste il suo antinaturalismo. Come scrive Giulio Ferroni, Cassola «(...) tende a rappresentare una vita elementare e ridotta, a trarre alla luce l'incanto di una realtà al livello minimo, che ha i suoi luoghi esemplari nei paesaggi marini e campestri della Maremma tra Grosseto, Volterra, Marina di Cecina, ed è vissuta da modesti personaggi di un mondo popolare e contadino, che seguono il ritmo di giorni sempre uguali, in un rapporto con le cose privo di velleità e di ambizioni. Di questo livello minimo di vita Cassola non dà una visione tragica o corrosiva, ma un'immagine lirica e idillica: leggendovi come un messaggio di salvezza, vi si abbandona docilmente, ne fa l'emblema di una resistenza al rovinoso cammino della storia, alla distruzione che minaccia ogni esistenza umana e naturale.»